# Rhodophiala rhodolirion
Rhodophiala rhodolirion är en amaryllisväxtart som först beskrevs av John Gilbert Baker, och fick sitt nu gällande namn av Hamilton Paul Traub. Rhodophiala rhodolirion ingår i släktet Rhodophiala och familjen amaryllisväxter. Inga underarter finns listade i Catalogue of Life.

## Bildgalleri

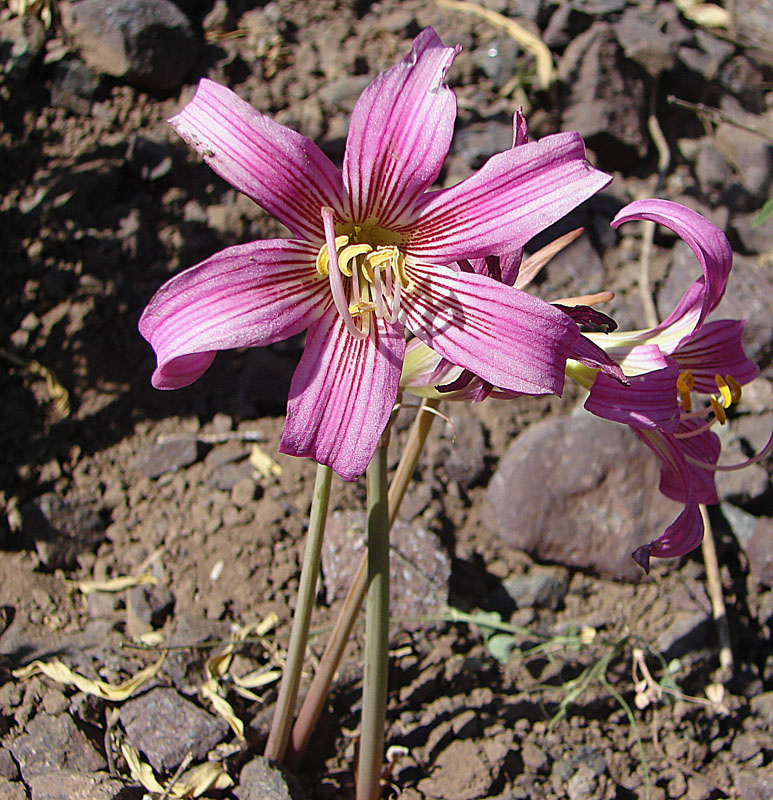